# Giro di Campania 1950
Il Giro di Campania 1950, diciannovesima edizione della corsa, si svolse il 5 novembre 1950 su un percorso di 217 km. La vittoria fu appannaggio dell'italiano Luciano Ciancola, che completò il percorso in 6h17'00", precedendo i connazionali Enrico Pizzingrilli e Arcangelo Bove.
Sul traguardo di Napoli 25 ciclisti portarono a termine la competizione. 

## Ordine d'arrivo (Top 10)
| Pos. | Corridore           | Squadra               | Tempo    |
| ---- | ------------------- | --------------------- | -------- |
| 1    | Luciano Ciancola    | AS Roma Ciclismo      | 6h17'00" |
| 2    | Enrico Pizzingrilli | AS Roma Ciclismo      | s.t.     |
| 3    | Arcangelo Bove      | Guerra                | a 5'00"  |
| 4    | Antonio D'Amore     | -                     | s.t.     |
| 5    | Giuseppe Marcoccia  | Polisportiva Indomita | a 6'08"  |
| 6    | Rinaldo Moresco     | Wilier Triestina      | a 8'59"  |
| 7    | Pasquale Carbone    | -                     | s.t.     |
| 8    | Gennaro De Rosa     | -                     | s.t.     |
| 9    | Giuseppe Cozzolino  | -                     | s.t.     |
| 10   | Attilio Borrelli    | -                     | a 12'57" |